# Wolf Ladezhinsky
Wolf Isaakovich Ladezhinsky (en inglés: Wolf Ladejinsky , 15 de marzo de 1899, Ekaterinopol, Imperio ruso - 3 de julio de 1975, Washington, EE. UU.) - prominente economista y estadista estadounidense, experto en agricultura. Jugó un papel clave en el desarrollo y la implementación práctica de las reformas agrarias en los territorios ocupados de Japón y Taiwán. Venía de una familia de judíos ucranianos, emigró de la República Socialista Soviética de Ucrania a la edad de 21 años. 

## Primeros años, educación
Nació en Ekaterinopol (Kalniboloto) de la provincia de Kiev, en una familia judía adinerada. Probable ortografía cirílica correcta de su apellido – Ладыженский. Su padre era dueño de un molino y se dedicaba al comercio de granos y madera. Debido a las limitaciones de la línea de sedimentación en el Imperio Ruso, la elección de profesiones para un joven judío era bastante limitada y la más prestigiosa se consideraba obtener una buena educación. Ladezhinsky se graduó en el gimnasio de lengua rusa en Zvenigorodka, y también asistió a la escuela judía de jéder, donde idioma hebreo y teología.
Durante la revolución, todas las propiedades de la familia fueron confiscadas, su hermano fue asesinado durante la Guerra Civil, no es suficiente información confiable sobre el destino de su familia. En 1921, Ladezhinsky cruzó la frontera y terminó en Rumania, donde trabajó durante un tiempo en el molino y en una panadería, más tarde encontró un trabajo en la rama rumana de la Sociedad para la Promoción de la Inmigración Judía en Bucarest. En 1922 se le ordenó que acompañara a un grupo de huérfanos judíos en los Estados Unidos, por lo que él mismo se encontró en los Estados Unidos. Allí, inmediatamente comenzó a aprender inglés para ingresar a la universidad, trabajó como albañil, limpia cristales y vendió periódicos en el centro de Nueva York. En 1926, dominó el idioma lo suficiente y se matriculó en la Universidad de Columbia en la especialidad de "economía agrícola". La universidad le ha ganado una educación de gimnasio ruso durante dos años de entrenamiento y Ladezhinsky pudo obtener una licenciatura en dos años y en el mismo 1928 obtuvo la ciudadanía estadounidense.

## Trabajo científico
Después de la graduación, Ladezhinsky permaneció en la magistratura, investigó la evolución de la producción agrícola en la Unión Soviética, incluido el proceso de colectivización. En 1930-1931, logró trabajar durante aproximadamente un año con un intérprete relativamente bien pagado en Amtorg, lo que permitió una menor distracción del estudio.
En 1932 se graduó de la magistratura, defendió su diploma y continuó trabajando en el tema de la colectivización, con la esperanza de defender su disertación doctoral. El conocimiento del ruso, el conocimiento directo del tema y la aguda mente analítica le permitieron crear un estudio profundo de la colectivización en la URSS. El resultado de su trabajo se resumió en el trabajo impreso de 90 páginas "Colectivización de la agricultura en la Unión Soviética", publicado en 1934, dos números de la revista.
 Political Science Quarterly
Aparentemente, este trabajo se convertiría en su tesis doctoral después de la finalización, pero Ladezhinsky no defendió su tesis.
Probablemente fue en la Gran Depresión en curso y la aguda escasez de profesionales competentes para trabajar en el gobierno de Roosevelt. La publicación mostró su potencial como especialista y en 1935 por recomendación del profesor Rexford Tugwell, que fue parte del "Brain Trust" bajo el presidente Roosevelt.
Wolf Ladezhinsky fue contratado por el Departamento de Agricultura de los EE. UU. como experto en asuntos asiáticos y agricultura en la URSS.

## Servicio público
Los primeros once años en la administración pública (1935-1945) Ladezhinsky llevó a cabo en el Departamento de Relaciones Exteriores, Ministerio de agricultura y opera principalmente en el trabajo analítico. Durante este tiempo, se preparó y publicó para uso interno por el Ministerio de casi veinte obras dedicadas a la agricultura en la Unión Soviética y los países asiáticos. En 1939, la Embajada Soviética le concedió una visa y Ladezhinsky, con la aprobación de sus superiores, pasó más de dos meses en la Unión Soviética, el estudio de los resultados de la colectivización y la comunicación con los familiares que no habían visto durante casi veinte años.
Dos artículos escritos por él durante este período: uno - "La renta campesina en la agricultura de Japón", publicado en 1937 en la edición ministerial de Foreign Agriculture y el segundo - "Disturbios campesinos en Japón", publicado en 1939 en la revista Foreign Affairs le han ganado una reputación como un conocedor de la manera rural japonesa en el Ministerio. Con el comienzo de la ocupación estadounidense de Japón, esta reputación y conocimiento resultó ser muy útil.

### Reforma Agraria en Japón
La derrota de Japón exacerbó las contradicciones sociales tradicionales en la aldea japonesa, de la cual los comunistas japoneses se aprovecharon, exigiendo la confiscación de las tierras y su redistribución. En el nivel del comando aliado, la demanda de la confiscación de la propiedad de los grandes propietarios fue defendida activamente por el representante soviético, el general  Derevyanko.
Al darse cuenta de que la repartición se requiere para eliminar la tensión social, pero que cualquier confiscación gratuita socavar las bases legales del Estado, 26 de octubre 1945 Política Comando Asesor de las fuerzas de ocupación George Atcheson presentó al general MacArthur un memorando preparado por el asesor Robert Phiri en colaboración con Ladezhinskim. El memorando se dedicó a la posible transformación agraria en Japón ocupado después de la redención y la venta de terrenos y normalizada hizo hincapié en la importancia fundamental de la propiedad de la tierra para neutralizar el sentimiento comunista de izquierda que se extendió por el pueblo.
MacArthur aprobó el proyecto y Ladezhinsky fue convocado a Tokio para un trabajo práctico sobre la reforma. Después de casi un año de estudio intensivo de la práctica de las relaciones territoriales en Japón, y después de numerosas consultas con las autoridades japonesas, el grupo Ladezhinsky redactó un proyecto de reforma. De acuerdo con esto, el estado compró excedentes de tierras a los terratenientes, y se vendieron en condiciones preferenciales, con un plan de pagos a 30 años, a los arrendatarios. El borrador fue presentado al jefe de la administración de ocupación de MacArthur en junio de 1946, y después de su aprobación fue enviado como una guía para el funcionamiento de la administración japonesa. En octubre de 1946, este proyecto de ley fue adoptado por el parlamento japonés y se lanzó la reforma. Tres años más tarde, una clase de agricultores propietarios apareció en Japón, y esto virtualmente eliminó la base social para los sentimientos de izquierda radical en la aldea japonesa. Este fue también un paso muy importante en la modernización de la economía: la reforma eliminó la renta depredadora de alquiler y los pequeños propietarios comenzaron a recibir significativamente más ingresos de sus parcelas que en el arrendamiento. Y los antiguos terratenientes, que recibieron una gran cantidad de dinero por su tierra, se convirtieron en inversores en nuevas empresas económicas. La prensa estadounidense de la época evaluó mucho la contribución personal de Ladezhinsky a la eliminación de la amenaza de disturbios sociales en Japón.
Al describir este período, Ladezhinsky nunca mencionó su papel en el desarrollo del plan de reforma y lo llamó el principal arquitecto de las transformaciones del socialista  Hiroo Wada, exministro de agricultura de Japón. Quizás tal posición fue el resultado de la profunda comprensión de Ladezhinsky sobre los detalles de las formas aceptables de progreso social en la sociedad japonesa.

### Reforma Agraria en Taiwán
En 1949, Ladezhinsky fue enviado a estudiar las perspectivas de la reforma agraria en China. El documento que recopiló sobre la base de su viaje a Sichuan del 13 al 20 de octubre de 1949, por una parte, señala la reacción positiva de los campesinos chinos a las reformas y por otra, las oportunidades perdidas y la inminente pérdida del Kuomintang Sichuan y la retirada del continente. Desde 1950, trabajó como agregado agrícola en la Embajada de los Estados Unidos en Tokio, mientras supervisaba simultáneamente la continuación de la reforma agraria en Japón y asesoraba a una reforma similar en Taiwán.
La reforma agraria taiwanesa se regía por la ley de 1953, el nombre de " Tierra-paharya» (Land to the Tiller Act). La ley repetido las ideas básicas de la reforma agraria japonesa y tuvo resultados similares, que actúa como una base económica y social para el futuro "Taiwan milagro." Al igual que en Japón, el estado compró sus tierras a la fuerza a grandes terratenientes y las transfirió a la propiedad de arrendatarios. Antiguos inquilinos reponen clase de agricultores-propietarios, lo que reduce drásticamente la tensión social en el país y privaron a los propietarios de su autoridad tradicional sobre los campesinos.

### Despido del Ministerio
En enero de 1955, en la ola de McCarthyismo, Ladezhinsky se encontró en el centro de un conflicto que recibió considerable publicidad en la prensa estadounidense. Varios grupos públicos dedicados a la identificación de "comunistas" y "actividades subversivas" a fines de 1954 incluyeron a Ladezhinsky en las "listas negras", después de lo cual el ministro de agricultura Benson lo privó de acceso a información gubernamental y lo despidió por "mayores riesgos". Al mismo tiempo, fue acusado como evidencia de actividad sospechosa en  Amtorg  en 1931, visitando la URSS en 1939 siguiendo las instrucciones del Departamento de agricultura de Estados Unidos y escribiendo artículos sobre la colectivización soviética.
Casi inmediatamente después del despido del Ministerio de agricultura, se le ofreció a Ladezhinsky un puesto en el Departamento de Estados Unidos, donde se le devolvió la información del gobierno y se lo envió a Vietnam del Sur para ayudar con la reforma agraria.
La reorganización del personal atrajo la atención de la prensa y el presidente Eisenhower en la siguiente conferencia de prensa formuló varias preguntas incómodas sobre la validez del despido y las contradicciones en las políticas de varias unidades del gobierno.
El prejuicio obvio de la eliminación en el caso Ladezhinsky causó una ola de críticas en la prensa y el Ministro Benson se vio obligado a disculparse. En general, el episodio sirvió como base para revisar la práctica de conceder y denegar la admisión a los departamentos gubernamentales estadounidenses.

### En Vietnam del sur
De 1955 a 1961, Ladezhinsky trabajó en el Departamento de Estado de los Estados Unidos, fue asesor en reforma agraria y en el programa para el asentamiento de refugiados bajo el presidente de Vietnam del Sur, Ngo Dinh Diem. La principal obra de Ladezhinsky sobre la preparación de la reforma agraria se produjo entre 1955 y 1956, y culminó con la adopción por las autoridades vietnamitas en octubre de 1956 del Decreto 57 sobre la reforma. En la resolución, puede ver todos los rasgos característicos de las reformas preparadas por Ladezhinsky: un cálculo detallado de la norma para una parcela de tierra campesina en relación con las realidades del país; cálculo y balance del precio y las condiciones para el pago de la tierra en propiedad, factible para los campesinos y no demasiado baja para los propietarios; un estudio exhaustivo de la estructura de los comités de reforma a nivel provincial y municipal.
La resolución 57 fue una reforma mucho menos exitosa que la japonesa o la taiwanesa, principalmente debido a la oposición de los grandes terratenientes franceses, quienes extendieron la transferencia de tierras durante cuatro años. Además, el desarrollo de eventos en Vietnam en conjunto no añadió optimismo y de 1957 a 1961 Ladezhinsky, mientras estaba en Saigón, prácticamente no participó en Vietnam, asesorando a otros gobiernos regionales. 
En 1961, Ladezhinsky dejó el servicio público para la Fundación Ford.

## En estructuras no gubernamentales
De 1961 a 1963, Ladezhinsky colaboró con la Fundación Ford, principalmente en el programa de reforma agraria en Nepal. El programa no tuvo éxito debido a la posición inconsistente del monarca gobernante Mahendra, quien rechazó la restricción radical de la renta y la liberalización de las relaciones territoriales bajo la presión de la nomenklatura superior. El desacuerdo con el curso de la reforma, categóricamente expresado al Rey en una nota escrita en marzo de 1963, parece haber cerrado para siempre las puertas de Ladezhinsky al palacio real.
En 1964, Ladezhinsky se trasladó a trabajar en el Banco Mundial para participar en un estudio a gran escala de los problemas de la India. Después de completar la investigación en India, la Dirección del Banco Mundial lo invitó por primera vez a nuevos proyectos en México e Irán, y luego se le ofreció un puesto en la misión permanente del Banco Mundial en India, donde trabajó hasta su muerte en 1975.

## Muerte y memoria
Wolf Ladezhinsky murió en el verano de 1975 en Washington, como empleado de la misión del Banco Mundial en India. Recogió una rica colección de obras de arte oriental fue entregado a su voluntad en el Museo de Israel. En 1977, el Banco Mundial publicó una colección de obras seleccionadas de Ladezhinsky, que incluía una bibliografía completa de sus obras.

## Opiniones y creencias políticas
De acuerdo con sus puntos de vista sobre la estructura social, Ladezhinsky estaba cerca de los nuevos institucionalistas, enfatizando incesantemente la profunda conexión entre el desarrollo de la institución de la propiedad privada de la tierra y el progreso social. Este tema es un hilo rojo en todas sus obras. La conciencia de la importancia práctica de la reforma de la propiedad para la destrucción del viejo orden feudal y la neutralización de los sentimientos comunistas radicales en la aldea acercan sus puntos de vista al reformador peruano moderno Hernando de Soto.
Es de particular importancia que se atribuye a la influencia política de clase Ladezhinsky de pequeños propietarios que pueden haber sido el resultado de su experiencia personal de los primeros años de la revolución en Rusia. En muchas de sus obras hicieron hincapié en que el lema "Tierra - los campesinos" de Lenin, apoyado por el campesinado ruso, fue un factor fundamental en la victoria de los bolcheviques en la guerra civil, un factor que los blancos no podían ni apreciar ni el uso.
colectivización seguido, la adquisición forzosa de tierras en la URSS en la propiedad pública, Ladezhinsky considera no sólo el rechazo del progreso social, sino también una traición a la gente comunistas, al proporcionarles un apoyo clave en la Guerra Civil. Al parecer esta evaluación moral lo convirtió en un firme opositor de la ideología comunista, que permaneció hasta el último día.

## Literatura
- Ladejinsky, Wolf (1934). colectivización de la agricultura en la Unión Soviética I. 49, No. 1 (marzo, 1934). Ciencia política trimestral. pp. 1-43.

- Ladejinsky, Wolf (1934). colectivización de la agricultura en la Unión Soviética II. 49, No. 2 (junio de 1934). Ciencia política trimestral. pp. 207-252.

- Shadow of the Marmot. Sergey Agafonov

- Dwight D. Eisenhower: The President's News Conference Archivado el 6 de octubre de 2015 en Wayback Machine.

- El dossier de Wolf Ladejinsky Las recompensas justas de la función pública distinguida

- Katerinopol. Becket, base de datos históricos y genealógicos de Ucrania